# Lacuna Coil/Diskografie
Diese Diskografie ist eine Übersicht über die musikalischen Werke der italienischen Metal-Band Lacuna Coil. Ihre erfolgreichste Veröffentlichung ist das Studioalbum Karmacode mit über 20.000 verkauften Einheiten.

## Alben

### Studioalben
| Jahr | Titel Musiklabel                 | Höchstplatzierung, Gesamtwochen, AuszeichnungChartplatzierungen (Jahr, Titel, Musiklabel, Platzierungen, Wochen, Auszeichnungen, Anmerkungen) | Höchstplatzierung, Gesamtwochen, AuszeichnungChartplatzierungen (Jahr, Titel, Musiklabel, Platzierungen, Wochen, Auszeichnungen, Anmerkungen) | Höchstplatzierung, Gesamtwochen, AuszeichnungChartplatzierungen (Jahr, Titel, Musiklabel, Platzierungen, Wochen, Auszeichnungen, Anmerkungen) | Höchstplatzierung, Gesamtwochen, AuszeichnungChartplatzierungen (Jahr, Titel, Musiklabel, Platzierungen, Wochen, Auszeichnungen, Anmerkungen) | Höchstplatzierung, Gesamtwochen, AuszeichnungChartplatzierungen (Jahr, Titel, Musiklabel, Platzierungen, Wochen, Auszeichnungen, Anmerkungen) | Höchstplatzierung, Gesamtwochen, AuszeichnungChartplatzierungen (Jahr, Titel, Musiklabel, Platzierungen, Wochen, Auszeichnungen, Anmerkungen) | Anmerkungen                                            |
| Jahr | Titel Musiklabel                 | DE | AT | CH | UK | US | IT | Anmerkungen                                            |
| ---- | -------------------------------- | --- | --- | --- | --- | --- | --- | ------------------------------------------------------ |
| 1999 | In a Reverie Century Media       | — | — | — | — | — | — | Erstveröffentlichung: 16. Februar 1999                 |
| 2001 | Unleashed Memories Century Media | DE72 (1 Wo.)DE | — | — | — | — | — | Erstveröffentlichung: 18. Januar 2001                  |
| 2002 | Comalies Century Media           | DE45 (3 Wo.)DE | — | — | — | US178 (4 Wo.)US | — | Erstveröffentlichung: 23. September 2002               |
| 2006 | Karmacode Century Media          | DE43 (2 Wo.)DE | AT52 (1 Wo.)AT | CH61 (2 Wo.)CH | UK47 (2 Wo.)UK | US28 (9 Wo.)US | IT17 Silber · (25 Wo.)IT | Erstveröffentlichung: 31. März 2006 Verkäufe: + 20.000 |
| 2009 | Shallow Life Century Media       | DE52 (1 Wo.)DE | AT68 (1 Wo.)AT | CH64 (1 Wo.)CH | UK42 (1 Wo.)UK | US16 (6 Wo.)US | IT25 (7 Wo.)IT | Erstveröffentlichung: 17. April 2009                   |
| 2012 | Dark Adrenaline Century Media    | DE36 (1 Wo.)DE | AT53 (2 Wo.)AT | — | UK48 (1 Wo.)UK | US15 (3 Wo.)US | IT18 (7 Wo.)IT | Erstveröffentlichung: 27. Januar 2012                  |
| 2014 | Broken Crown Halo Century Media  | DE40 (1 Wo.)DE | AT55 (1 Wo.)AT | CH37 (1 Wo.)CH | UK45 (1 Wo.)UK | US27 (1 Wo.)US | IT13 (5 Wo.)IT | Erstveröffentlichung: 1. April 2014                    |
| 2016 | Delirium Century Media           | DE33 (1 Wo.)DE | AT40 (1 Wo.)AT | CH30 (1 Wo.)CH | UK42 (1 Wo.)UK | US33 (1 Wo.)US | IT11 (3 Wo.)IT | Erstveröffentlichung: 27. Mai 2016                     |
| 2019 | Black Anima Century Media        | DE15 (2 Wo.)DE | AT37 (1 Wo.)AT | CH13 (1 Wo.)CH | UK45 (1 Wo.)UK | US87 (1 Wo.)US | IT23 (3 Wo.)IT | Erstveröffentlichung: 11. Oktober 2019                 |
| 2025 | Sleepless Empire Century Media   | DE20 (1 Wo.)DE | AT28 (1 Wo.)AT | CH14 (1 Wo.)CH | — | — | IT30 (1 Wo.)IT | Erstveröffentlichung: 14. Februar 2025                 |

### Livealben
| Jahr | Titel                                       | Höchstplatzierung, Gesamtwochen, AuszeichnungChartplatzierungen (Jahr, Titel, Platzierungen, Wochen, Auszeichnungen, Anmerkungen) | Höchstplatzierung, Gesamtwochen, AuszeichnungChartplatzierungen (Jahr, Titel, Platzierungen, Wochen, Auszeichnungen, Anmerkungen) | Höchstplatzierung, Gesamtwochen, AuszeichnungChartplatzierungen (Jahr, Titel, Platzierungen, Wochen, Auszeichnungen, Anmerkungen) | Höchstplatzierung, Gesamtwochen, AuszeichnungChartplatzierungen (Jahr, Titel, Platzierungen, Wochen, Auszeichnungen, Anmerkungen) | Höchstplatzierung, Gesamtwochen, AuszeichnungChartplatzierungen (Jahr, Titel, Platzierungen, Wochen, Auszeichnungen, Anmerkungen) | Höchstplatzierung, Gesamtwochen, AuszeichnungChartplatzierungen (Jahr, Titel, Platzierungen, Wochen, Auszeichnungen, Anmerkungen) | Anmerkungen                            |
| Jahr | Titel                                       | DE | AT | CH | UK | US | IT | Anmerkungen                            |
| ---- | ------------------------------------------- | --- | --- | --- | --- | --- | --- | -------------------------------------- |
| 2018 | The 119 Show - Live in London Century Media | DE93 (1 Wo.)DE | — | — | — | — | — | Erstveröffentlichung: 9. November 2018 |
| 2021 | Live from the Apocalypse Century Media      | DE60 (1 Wo.)DE | — | — | — | — | — | Erstveröffentlichung: 25. Juni 2021    |

### Kompilationen
- 2005: The EPs
- 2008: Manifesto of Lacuna Coil

### Remixalben
| Jahr | Titel                     | Höchstplatzierung, Gesamtwochen, AuszeichnungChartplatzierungen (Jahr, Titel, Platzierungen, Wochen, Auszeichnungen, Anmerkungen) | Höchstplatzierung, Gesamtwochen, AuszeichnungChartplatzierungen (Jahr, Titel, Platzierungen, Wochen, Auszeichnungen, Anmerkungen) | Höchstplatzierung, Gesamtwochen, AuszeichnungChartplatzierungen (Jahr, Titel, Platzierungen, Wochen, Auszeichnungen, Anmerkungen) | Höchstplatzierung, Gesamtwochen, AuszeichnungChartplatzierungen (Jahr, Titel, Platzierungen, Wochen, Auszeichnungen, Anmerkungen) | Höchstplatzierung, Gesamtwochen, AuszeichnungChartplatzierungen (Jahr, Titel, Platzierungen, Wochen, Auszeichnungen, Anmerkungen) | Höchstplatzierung, Gesamtwochen, AuszeichnungChartplatzierungen (Jahr, Titel, Platzierungen, Wochen, Auszeichnungen, Anmerkungen) | Anmerkungen                            |
| Jahr | Titel                     | DE | AT | CH | UK | US | IT | Anmerkungen                            |
| ---- | ------------------------- | --- | --- | --- | --- | --- | --- | -------------------------------------- |
| 2022 | Comalies XX Century Media | — | — | CH25 (1 Wo.)CH | — | — | — | Erstveröffentlichung: 14. Oktober 2022 |

### EPs
- 1998: Lacuna Coil
- 2000: Halflife
- 2016: The House of Shame / Delirium (Beilage der Nr. 05/16 des Magazins Sonic Seducer)

## Singles

### Als Leadmusiker
| Jahr | Titel Album                 | Höchstplatzierung, Gesamtwochen, AuszeichnungChartplatzierungen (Jahr, Titel, Album, Platzierungen, Wochen, Auszeichnungen, Anmerkungen) | Höchstplatzierung, Gesamtwochen, AuszeichnungChartplatzierungen (Jahr, Titel, Album, Platzierungen, Wochen, Auszeichnungen, Anmerkungen) | Höchstplatzierung, Gesamtwochen, AuszeichnungChartplatzierungen (Jahr, Titel, Album, Platzierungen, Wochen, Auszeichnungen, Anmerkungen) | Höchstplatzierung, Gesamtwochen, AuszeichnungChartplatzierungen (Jahr, Titel, Album, Platzierungen, Wochen, Auszeichnungen, Anmerkungen) | Höchstplatzierung, Gesamtwochen, AuszeichnungChartplatzierungen (Jahr, Titel, Album, Platzierungen, Wochen, Auszeichnungen, Anmerkungen) | Höchstplatzierung, Gesamtwochen, AuszeichnungChartplatzierungen (Jahr, Titel, Album, Platzierungen, Wochen, Auszeichnungen, Anmerkungen) | Anmerkungen                                                |
| Jahr | Titel Album                 | DE | AT | CH | UK | US | IT | Anmerkungen                                                |
| ---- | --------------------------- | --- | --- | --- | --- | --- | --- | ---------------------------------------------------------- |
| 2004 | Swamped Comalies            | — | AT22 (3 Wo.)AT | — | — | — | — | Erstveröffentlichung: Juli 2004                            |
| 2006 | Our Truth Karmacode         | — | — | — | UK40 (2 Wo.)UK | — | IT23 (8 Wo.)IT | Erstveröffentlichung: 21. Februar 2006                     |
| 2006 | Enjoy the Silence Karmacode | — | — | — | UK41 (2 Wo.)UK | — | IT27 (6 Wo.)IT | Erstveröffentlichung: 11. Juli 2006 Original: Depeche Mode |
| 2006 | Closer Karmacode            | — | — | — | — | — | IT50 (1 Wo.)IT | Erstveröffentlichung: 24. Oktober 2006                     |
| 2007 | Within Me Karmacode         | — | — | — | — | — | IT44 (2 Wo.)IT | Erstveröffentlichung: 3. April 2007                        |

Weitere Singles
- 2002: Heaven’s a Lie
- 2009: Spellbound
- 2009: I Like It
- 2009: I Won’t Tell You
- 2009: Wide Awake
- 2011: Trip the Darkness
- 2012: Fire
- 2012: Losing My Religion (Original: R.E.M.)
- 2014: Die & Rise
- 2014: Nothing Stands in Our Way
- 2014: I Forgive (But I Won’t Forget Your Name)
- 2016: The House of Shame
- 2016: Delirium
- 2016: Ghost in the Mist
- 2016: Naughty Christmas
- 2018: Blood, Tears, Dust
- 2019: Layers of Time
- 2019: Reckless
- 2019: Save Me
- 2021: Bad Things
- 2022: Tight Rope XX
- 2023: Never Dawn
- 2024: In the Mean Time (feat. Ash Costello)
- 2024: Hosting the Shadown (feat. Randy Blythe)

### Als Gastmusiker
- 2018: Mayday (Rezophobic feat. Lacuna Coil)

## Videografie

### Videoalben
- 2008: Visual Karma (Body, Mind and Soul)
- 2018: The 119 Show: Live in London
- 2021: Live from the Apocalypse

### Musikvideos
- 2002: Heaven’s a Lie a
- 2004: Swamped
- 2006: Our Truth
- 2006: Enjoy the Silence
- 2006: Closer
- 2007: Within Me
- 2009: Spellbound
- 2009: I Like It
- 2010: I Won’t Tell You
- 2011: Heaven's a Lie
- 2011: Trip the Darkness
- 2012: Fire
- 2012: End of Time
- 2014: Nothing Stands in Our Way
- 2016: Naughty Christmas
- 2016: The House of Shame
- 2017: Blood, Tears, Dust
- 2017: You Love Me 'Cause I Hate You
- 2019: Layers of Time
- 2021: Bad Things
- 2022: Tight Rope XX
- 2022: Swamped XX
- 2024: In the Mean Time

## Boxsets
- 2024: Doomsday Tapes

## Statistik

### Chartauswertung
|                     | DE     | AT    | CH    | UK    | US    | IT    |
| ------------------- | ------ | ----- | ----- | ----- | ----- | ----- |
| Nummer-eins-Alben   | DE—DE  | AT—AT | CH—CH | UK—UK | US—US | IT—IT |
| Top-10-Alben        | DE—DE  | AT—AT | CH—CH | UK—UK | US—US | IT—IT |
| Alben in den Charts | DE11DE | AT7AT | CH7CH | UK6UK | US7US | IT6IT |

|                       | DE    | AT    | CH    | UK    | US    | IT    |
| --------------------- | ----- | ----- | ----- | ----- | ----- | ----- |
| Nummer-eins-Singles   | DE—DE | AT—AT | CH—CH | UK—UK | US—US | IT—IT |
| Top-10-Singles        | DE—DE | AT—AT | CH—CH | UK—UK | US—US | IT—IT |
| Singles in den Charts | DE—DE | AT1AT | CH—CH | UK2UK | US—US | IT5IT |

### Auszeichnungen für Musikverkäufe
Anmerkung: Auszeichnungen in Ländern aus den Charttabellen bzw. Chartboxen sind in ebendiesen zu finden.
| Land/RegionAuszeichnungen für Musikverkäufe (Land/Region, Auszeichnungen, Verkäufe, Quellen) | Silber  | Gold | Platin | Verkäufe | Quellen         |
| -------------------------------------------------------------------------------------------- | ------- | ---- | ------ | -------- | --------------- |
| Italien (FIMI)                                                                               | Silber1 | —    | —      | 20.000   | Einzelnachweise |
| Insgesamt                                                                                    | Silber1 | —    | —      |          |                 |